# Episodi di Dark Crystal - La resistenza
La prima stagione della serie televisiva Dark Crystal - La resistenza è stata interamente pubblicata su Netflix il 30 agosto 2019.
| nº | Titolo originale                   | Titolo italiano                         | Pubblicazione originale | Pubblicazione Italia |
| -- | ---------------------------------- | --------------------------------------- | ----------------------- | -------------------- |
| 1  | End. Begin. All the Same.          | Fine, inizio, è la stessa cosa          | 30 agosto 2019          | 30 agosto 2019       |
| 2  | Nothing is Simple Anymore          | Niente è semplice come una volta        | 30 agosto 2019          | 30 agosto 2019       |
| 3  | What Was Sundered and Undone       | Ciò che fu disgiunto e disfatto         | 30 agosto 2019          | 30 agosto 2019       |
| 4  | The First Thing I Remember Is Fire | La prima cosa che mi ricordo è il fuoco | 30 agosto 2019          | 30 agosto 2019       |
| 5  | She Knows All the Secrets          | Scruta tutti i segreti                  | 30 agosto 2019          | 30 agosto 2019       |
| 6  | By Gelfling Hand...                | Per mano di Gelfling...                 | 30 agosto 2019          | 30 agosto 2019       |
| 7  | Time to Make... My Move'           | È ora di fare... la mia mossa           | 30 agosto 2019          | 30 agosto 2019       |
| 8  | Prophets Don't Know Everything     | I profeti non sanno tutto               | 30 agosto 2019          | 30 agosto 2019       |
| 9  | The Crystal Calls                  | Il Cristallo ci chiama                  | 30 agosto 2019          | 30 agosto 2019       |
| 10 | A Single Piece Was Lost            | Un singolo pezzo è stato perduto        | 30 agosto 2019          | 30 agosto 2019       |